# Karen Maitland
Pour les articles homonymes, voir Maitland.
Karen Maitland, née en 1956 au Royaume-Uni, est une écrivain britannique, spécialisée dans le roman policier et le roman policier historique.

## Biographie
Elle fait des études universitaires et obtient un baccalauréat spécialisé en communication, puis un doctorat en psycholinguistique.
Elle se lance en littérature en 1996 avec la parution de son premier roman The White Room. 
En 2010, elle écrit en collaboration un premier roman policier historique qui se déroule au Moyen Âge.

## Œuvre

### Romans

#### SérieMedieval Murderers
- The Sacred Stone (2010), en collaboration avec Bernard Knight, Ian Morson, Susanna Gregory et Philip Gooden
- Hill of Bones (2011)

#### Autres romans
- The White Room (1996)
- Company of Liars (2008) Publié en français sous le titre La Compagnie des menteurs, traduit par Fabrice Pointeau, Paris, Sonatine Éditions, 2010, 571 p.  (ISBN 978-2-35584-036-4)
- The Owl Killers (2009) Publié en français sous le titre Les Âges sombres, traduit par Pierre Demarty, Paris, Sonatine Éditions, 2012, 669 p.  (ISBN 978-2-35584-115-6)
- The Gallows Curse (2011) Publié en français sous le titre La Malédiction du Norfolk, Paris, Sonatine Éditions, 2014, 528 p.  (ISBN 978-2-35584-265-8)
- The Falcons of Fire and Ice (2012)
- The Vanishing Witch (2014)